# Campanula davisii
Campanula davisii là loài thực vật có hoa trong họ Hoa chuông. Loài này được Turrill mô tả khoa học đầu tiên năm 1956.